# Gare de Saumur
Ne doit pas être confondu avec Gare de Saumur-Rive-Gauche.
La gare de Saumur, également appelée Saumur-Orléans et Saumur-Rive-Droite, est une gare ferroviaire française de la ligne de Tours à Saint-Nazaire, située sur le territoire de la commune de Saumur, dans le département de Maine-et-Loire, en région Pays de la Loire.
Elle est mise en service en 1848, par la Compagnie du chemin de fer de Tours à Nantes. C'est une gare de la Société nationale des chemins de fer français (SNCF), desservie par des TGV, le réseau Ouigo Train Classique, des Intercités et des trains régionaux des réseaux TER Pays de la Loire, TER Nouvelle-Aquitaine et TER Centre-Val de Loire.

## Situation ferroviaire
Établie à 30 mètres d'altitude, la gare de Saumur est une gare de bifurcation située au point kilométrique (PK) 299,101 de la ligne de Tours à Saint-Nazaire et au point kilométrique 285,631 de la ligne de Chartres à Bordeaux-Saint-Jean.
Sur la ligne de Tours à Saint-Nazaire, elle se trouve entre les gares ouvertes de Port-Boulet et des Rosiers-sur-Loire. Elle est séparée de Port-Boulet par la gare fermée de Varennes-sur-Loire et des Rosiers-sur-Loire par celles fermées de Saint-Martin-de-la-Place et de Saint-Clément-des-Levées.
Sur la ligne de Chartres à Bordeaux-Saint-Jean, elle se trouve entre les gares ouvertes de Vivy, et de Montreuil-Bellay. Elle est séparée de cette dernière par les gares fermées de Nantilly - Saumur, Chacé - Varrains et Brézé - Saint-Cyr-en-Bourg.

## Histoire
La gare est ouverte le 20 décembre 1848 par la Compagnie du chemin de fer de Tours à Nantes, rachetée quatre ans plus tard par la Compagnie du chemin de fer de Paris à Orléans (PO).
La gare est constituée d'un bâtiment voyageurs, situé sur l'actuelle place de la Résistance, à cheval sur les voies, et d'un bâtiment perpendiculaire reliant le pavillon principal aux quais de chaque côté en contrebas,.
En 1874-1876, une gare provisoire, puis définitive est ouverte sur la rive gauche de la Loire par la Compagnie du chemin de fer de Poitiers à Saumur, absorbée en 1877 par l'administration des chemins de fer de l'État. L'actuelle gare de Saumur est donc nommée Saumur-Orléans pour la distinguer de la gare de Saumur-État située sur l'autre rive.
En 1886, l'administration des chemins de fer de l'État ouvre une ligne entre Château-du-Loir et la gare de Nantilly via un viaduc sur la Loire, ce qui permet de compléter la ligne de Chartres à Bordeaux-Saint-Jean. La ligne croise celle du PO dans la gare de Saumur-Orléans sur la rive droite, qui est donc commune avec celle de l'État. Pour faire face à l'accroissement du trafic, la gare est reconstruite légèrement plus à l'Ouest. Le nouveau bâtiment voyageurs est édifié le long de l'actuelle avenue David-d'Angers. Les quatre voies sont recouvertes par une grande halle métallique. L'ancien bâtiment voyageurs, sis place de la Résistance, est conservé pour servir de logement.
Du 6 novembre 1896 au 31 mai 1920 et du 26 juillet 1924 au 29 avril 1930, la gare est en correspondance avec le tramway de Saumur, permettant de se rendre à Saint-Hilaire-Saint-Florent et à Fontevrault.
En 1938, la Compagnie du chemin de fer de Paris à Orléans et l'administration des chemins de fer de l'État fusionnent au sein de la Société nationale des chemins de fer français. La gare de Saumur-Orléans est renommée Saumur-Rive-Droite et la gare de Saumur-État devient Saumur-Rive-Gauche.
La gare est endommagée par des bombardements aériens en 1944. Elle est reconstruite après-guerre au même emplacement, mais sans la halle métallique recouvrant les voies et les quais.
En 2008, la gare a accueilli 673 735 voyageurs.
La desserte de la gare par le Lunéa Quimper - Nantes - Lyon - Genève, limitée aux week-ends et vacances scolaires a cessé en 2011.
En 2015, la gare est l'une des premières françaises (avec celles de Nort-sur-Erdre et des Sables-d'Olonne) à expérimenter la présence d'un robot (Pepper) pour renseigner les voyageurs.

## Service des voyageurs

### Accueil

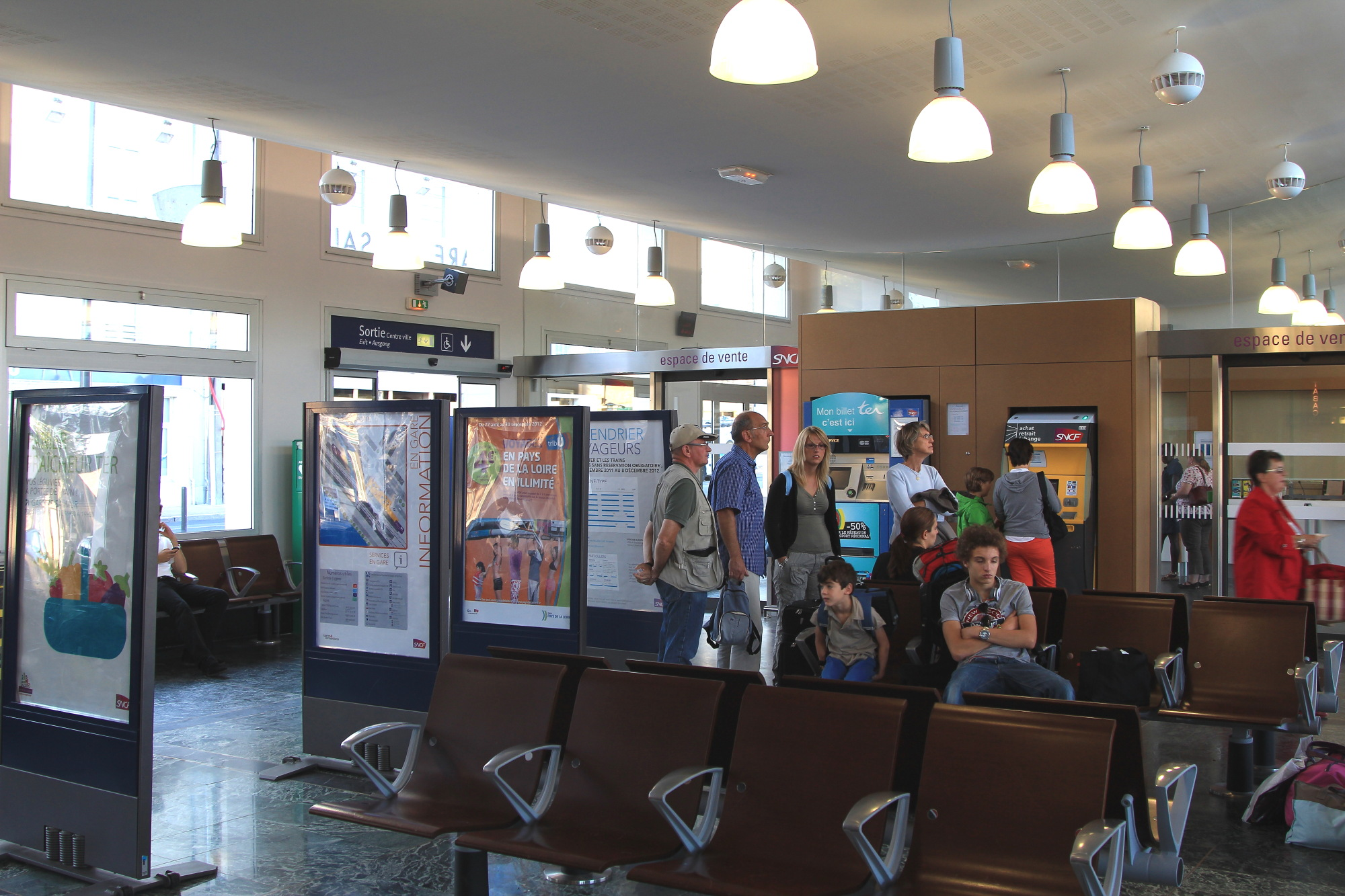
Le hall de la gare après sa rénovation.

La gare dispose d'un bâtiment voyageurs avec guichets ouverts tous les jours, même si depuis fin 2018 la SNCF souhaite ne laisser ouvert qu'un seul guichet en réduisant les horaires. L'ensemble des espaces voyageurs ont été rénovés en 2010 et 2011 et ont permis l'accès aux trains aux personnes à mobilité réduite grâce à la mise en place d'ascenseurs sur chaque quai.

### Desserte
La gare est desservie par trains suivants :
- TGV intersecteurs circulant entre Nantes et Lyon-Perrache (et au-delà le week-end, vers Montpellier-Sud-de-France ou Marseille-Saint-Charles) ;
- Ouigo Train Classique entre Nantes et Paris-Austerlitz ;
- Trains Intercités Nantes - Lyon-Perrache (deux allers-retours par jour) ;
- TER Interloire communs aux régions Centre et Pays de la Loire circulant entre Orléans et Nantes (et au-delà, vers Le Croisic les vendredis, samedis et dimanches)[12] ;
- TER des régions Centre-Val de Loire vers Tours, Pays de la Loire vers Angers (et au-delà, vers Nantes ou Le Croisic) et Nouvelle-Aquitaine vers Thouars (et au-delà vers Bressuire, La Roche-sur-Yon et Les Sables-d'Olonne, cette dernière ville étant reliée à Saumur grâce au « Train des plages », commun aux régions Pays de la Loire et Nouvelle-Aquitaine, circulant les samedis, dimanches et fêtes de mai à septembre ainsi que tous les autres jours de la semaine en juillet et août[12].

### Intermodalité
La gare est desservie par trois réseaux routiers distincts :
- Les bus urbains de Saumur
- Les cars TER Pays de la Loire de la ligne no 26 Saumur - La Flèche - Le Mans ;
- Les cars du réseau régional Aléop des lignes suivantes :
  - ligne no 404 Saumur - Angers par la rive droite ;
  - ligne no 406 Saumur - Cholet ;
  - ligne no 416 Saumur - Noyant par Vivy et Courléon.

## Service des marchandises
Cette gare est ouverte au service du fret.